# Pygasteridae
De Pygasteridae zijn een familie van uitgestorven zee-egels (Echinoidea) die aan de basis van de infraklasse Irregularia staan.

## Geslachten
- Pygaster L. Agassiz, 1835 †